# Egbert II van Meissen
Egbert II, ook wel Eibert II genaamd (1060 - Selketdelling, 1090), was een Saksische en Friese graaf die onder meer bestuurder was van het hertogdom Brunswijk, het markgraafschap Meissen, het graafschap Midden-Friesland en de IJsselgo tussen 1068 en 1088. 

## Geschiedenis
Egbert II was de laatste telg uit de Brunonen-dynastie die als graaf Midden-Friesland bestuurde. Hij was negen jaar oud toen zijn vader Egbert I in 1068 stierf. De jonge Egbert volgde hem op als graaf van Meissen, Stavoren, Oostergo, Westergo en IJsselgo. Hij staat erom bekend een van de grootste vijanden van Duitse keizer Hendrik IV te zijn geweest, die overigens een neef van hem was. Hij kwam vier keer in verzet tegen zijn leenheer. Even vaak werden zijn graafschappen hem ontnomen.  
Toen Egbert in 1076 voor de eerste keer in opstand kwam tegen de keizer moest hij zich onderwerpen, en werd het markgraafschap Meissen hem als straf ontnomen. Egbert zon op wraak en een jaar later verzette hij zich opnieuw tegen de keizer. Wederom werd hij verslagen en opnieuw moest hij als straf een graafschap afstaan. Zuidergo met Stavoren ging in 1077 formeel over naar bisschop Koenraad van Zwaben. 
De Utrechtse bisschop was uit hetzelfde hout gesneden als Egbert en probeerde diens overige Friese graafschappen af handig te maken. De twee leenheren bestookten elkaar met legers en Koenraad leek de overhand te krijgen, maar overwon toch niet. Op het moment dat Egbert begreep dat hij de strijd niet kon winnen, verzoende hij zich met zijn neef, de keizer, in 1080. Toen hij zes jaar later dacht over genoeg macht te beschikken begon hij in 1086 weer een opstand tegen de keizer. Ook deze keer mislukte zijn poging en zijn laatste Friese bezittingen kwamen in handen van de bisschop van Utrecht. In 1088 werd Egbert door de keizer vogelvrij verklaard. Hij sneuvelde in 1090 tijdens een gevecht.
Na de dood van Egbert II volgde zijn zuster Gertrudis van Brunswijk hem op als hoofd van de familie. Van keizer Hendrik kreeg zij de leenschappen Brunswijk en Meissen weer toebedeeld. En na een paar jaar lobbyen werd haar echtgenoot Hendrik van Northeim tot graaf over het graafschap Midden-Friesland benoemd. 